# Jan Buiskool (1899-1960)
Johannes Ate Eildert (Jan) Buiskool (Koedijk, 15 december 1899 – Epse, 30 oktober 1960) was een Nederlands jurist en politicus.
Hij werd geboren als zoon van dominee Hendrik Buiskool. Van 1904 tot 1911 woonde het gezin in Suriname toen vader in Paramaribo dominee was. Na zijn studie aan de Rijks HBS in Den Helder wilde hij rechten gaan studeren aan de Universiteit van Amsterdam. Omdat hij geen gymnasium had gedaan moest hij alsnog staatsexamen doen waarvoor hij rond 1918 slaagde. Begin juli 1925 behaalde hij het doctoraal examen Nederlands Recht aan die universiteit. Buiskool was als advocaat, procureur en curator actief in de provincie Noord-Holland en in juni 1929 werd hij benoemd tot kantonrechter-plaatsvervanger in het kanton Schagen. In 1935 promoveerde hij in de rechtsgeleerdheid aan dezelfde universiteit waarbij zijn proefschrift ging over de onafhankelijkheid van de Filipijnen (zie Bibliografie). Van 1934 tot 1941 was hij tevens wethouder en locoburgemeester van Schagen. Vanwege zijn houding tegenover de Duitse bezetters werd hij in de jaren 1941/1942 opgesloten in het concentratiekamp Sachsenhausen. Na zijn vrijlating in 1943 organiseerde en leidde hij het verzet in het Noord-Hollands Noorderkwartier.
Meteen na de Tweede Wereldoorlog in mei 1945 werd Buiskool waarnemend burgemeester van de gemeenten Schagen en Anna Paulowna en bovendien werd hij hoofd van de juridische afdeling van het Militair Gezag in Noord-Holland Noord. In december van dat jaar werd hij benoemd tot lid van Hof van Justitie in Suriname. Op 1 januari 1947 volgde zijn benoeming tot voorzitter (president) van dat hof en kort daarop werd hij aangewezen als tweede vervanger van de gouverneur. In maart/april van dat jaar fungeerde Buiskool als waarnemend Gouverneur van Suriname. Samen met onder anderen Raymond Henri Pos maakte hij deel uit van de Surinaamse delegatie bij de Eerste Ronde Tafel Conferentie van 1948 in Den Haag.
Als gevolg van de 'Hospitaalkwestie' viel het kabinet onder leiding van Julius Caesar de Miranda, waarna op 14 maart 1951 vervroegde verkiezingen volgden. Buiskool was president van het Surinaamse Hof van Justitie toen hij door Johan Adolf Pengel (NPS) benaderd werd om premier te worden. Er was echter een wettelijke voorziening nodig om leden van het Hof van Justitie tevens lid van de Regeringsraad te kunnen laten zijn. Daarom werd Jacques Drielsma tijdelijk belast met de portefeuille van Algemene Zaken waarmee hij premier van Suriname werd. Op 4 juni van dat jaar volgde Buiskool hem alsnog op.
De landsregering die van 5 april 1951 tot 16 mei 1955 aan het bewind was had in die periode achtereenvolgens de volgende 4 voorzitters
- J.A. Drielsma (tot 4 juni 1951)
- J.A.E. Buiskool (tot 6 september 1952)
- A.C.J.M. Alberga (tot 4 december 1952 door overlijden)
- A. Currie

Tijdens een ziekteverlof in Nederland van Buiskool in juli 1952 werden beschuldigingen tegen hem geuit in de Staten-vergadering. Na terugkeer in Suriname wees hij tijdens de vergadering van 25 augustus die beschuldigingen van de hand. Daarop verklaarde NPS-Statenlid Johan Kraag dat zijn fractie de zaak als afgedaan beschouwt. Deze beschuldigingen waren voor Buiskool de aanleiding om bij de gouverneur Klaasesz ontslag aan te vragen (officieel vanwege gezondheidsredenen), waarna landsminister Alberga zijn portefeuille van Algemene Zaken overnam en dus premier van Suriname werd.
Van 1953 tot 1957 was Buiskool lid van het Internationaal Gerechtshof te Tanger. In mei 1958 werd hij kantonrechter in Deventer en in juni 1960 werd hij plaatsvervangend kantonrechter in Apeldoorn. Enkele maanden later overleed hij op 60-jarige leeftijd in de Gelderse gemeente Gorssel. In Schagen, waar hij begraven werd, is naar hem een straat vernoemd: de Buiskoolstraat.

## Biografie
- De Surinaamse jurist en drie biografieën: J.H. Abendanon, J.A.E. Buiskool, C.R. Biswamitre (1977) door Frits E.M. Mitrasing